# A la Ciudad de Mexico
 (décembre 2016).

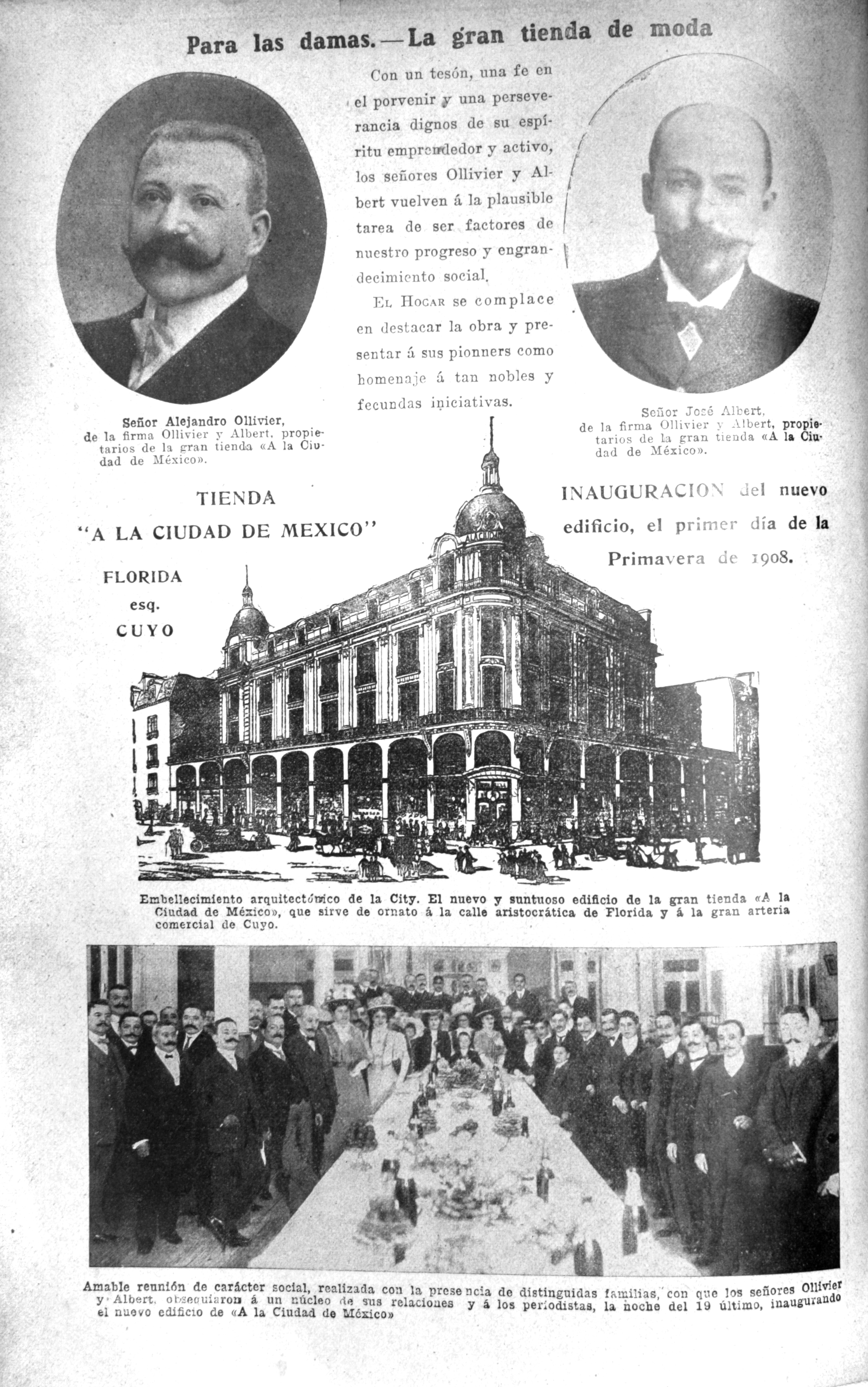
Présentation dans le journal La Nacion

Le grand magasin A la Ciudad de Mexico est lancé le 10 juillet 1888 par Alexandre Ollivier et Joseph Albert en Argentine au 205 de la Calle Florida à Buenos Aires.
Placée au cœur de l'activité commerciale de la ville, l'entreprise se développe avec succès face à des concurrents tels que Gath y Chavez (es) ou Harrod's Buenos Aires (en). En 1934 les répercussions tardives de la crise de 1929 mettent fin à l’aventure.

## Débuts au Mexique

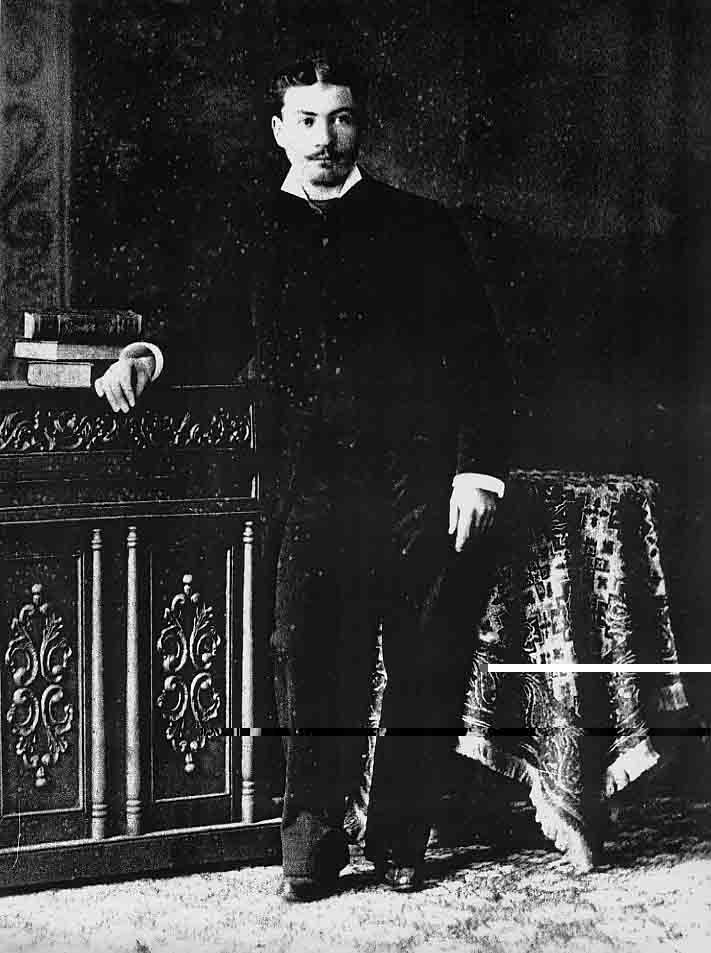
Alexandre Ollivier pendant sa période à Mexico

L'aventure commence en France à Barcelonnette dont sont originaires les deux associés. Depuis le milieu du XIXe siècle cette petite ville des Basses Alpes (aujourd’hui Alpes de Haute-Provence) voit partir vers le Mexique nombre de ses habitants, décidés à y chercher fortune.
Joseph Ollivier, oncle d'Alexandre, a créé avec succès à Mexico le grand magasin « A la Ciudad de Londres ». Alexandre Ollivier, né le 10 août 1863, est orphelin très jeune. Il n'a que 17 ans quand il part en 1880 pour Mexico rejoindre l'équipe du magasin.
Dès 1866 Alexandre et Joseph Albert qui sont amis et ont le même âge sont pressentis pour étudier le marché Argentin. Forts de leur expérience acquise à Mexico, ils vont s'associer pour développer le même concept commercial à Buenos Aires qui connaît un très fort développement avec l'arrivée massive de nombreux immigrants.

## Arrivée à Buenos Aires

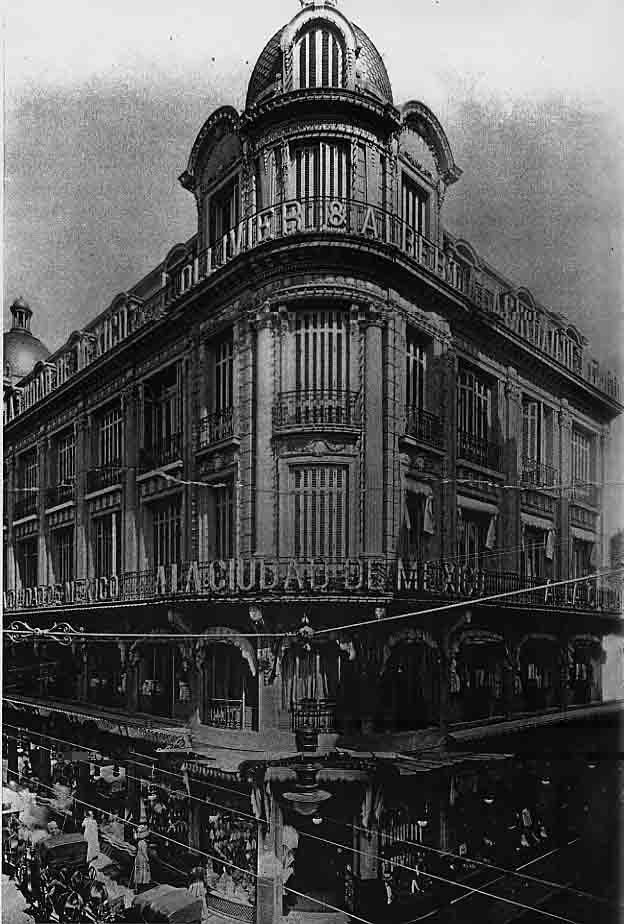
Le bâtiment vers 1908 après l'incendie. Les noms OLLIVIER-ALBERT sont accrochés au balcon

Des français (les frères Brun) les ont précédés à Buenos Aires et ont lancé un peu avant eux une enseigne sous le nom de « Ciudad de Londres » (aujourd’hui à l’angle de Calle Florida et Avenida de Mayo), c'est donc avec regret qu'ils doivent abandonner ce patronyme et se résigner à trouver un autre nom. En choisissant de l'appeler A la Ciudad de Mexico, ils rendent ainsi un hommage ostensible à la maison d'origine.

## Installation

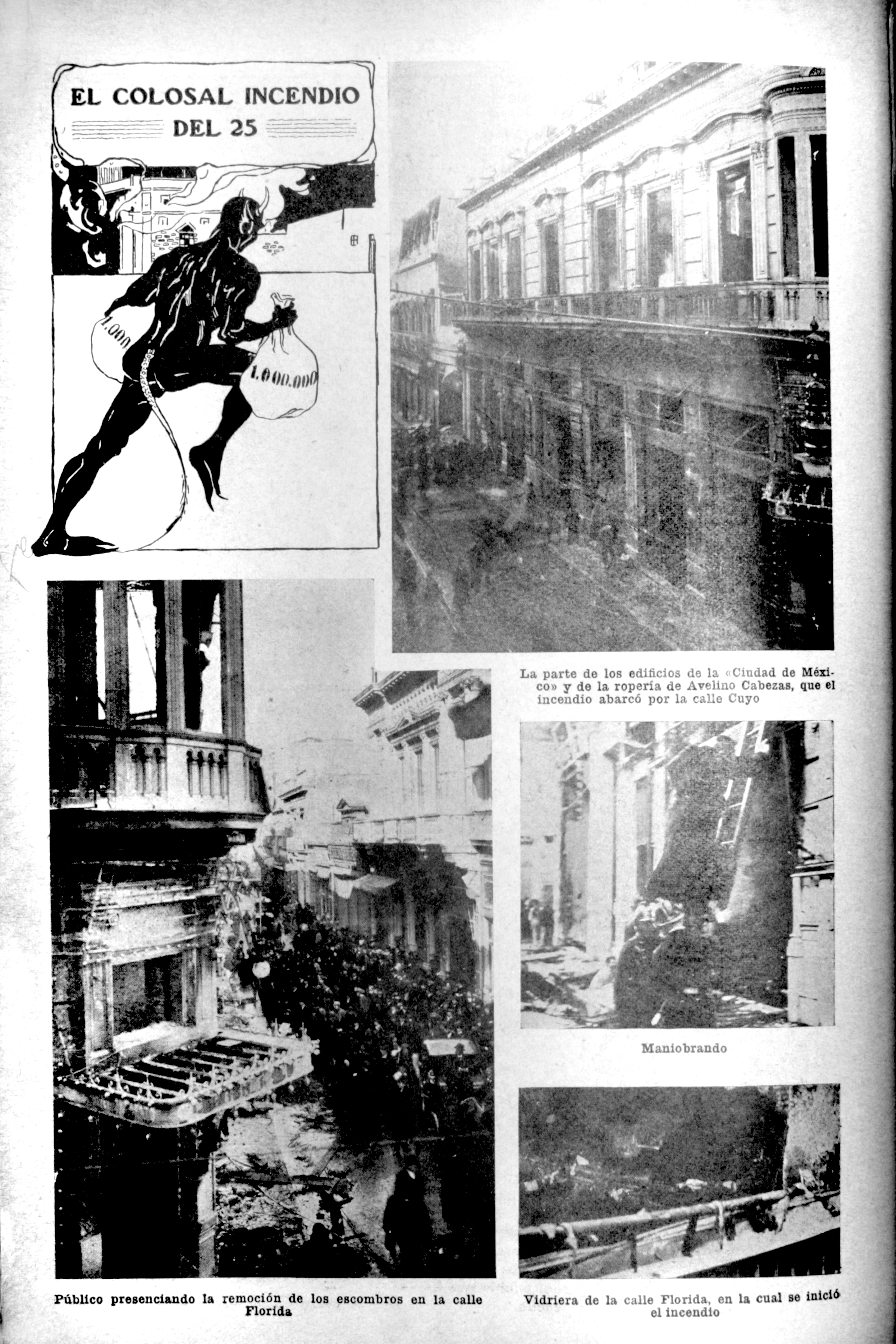
Compte rendu dans le journal La Nacion du lendemain de l'incendie

L’emplacement choisi par les deux associés pour lancer leur activité se trouve en plein cœur de l’animation commerciale de Buenos Aires Leurs deux noms Ollivier-Albert, accrochés au balcon de l’immeuble, affirment leur ambition. L’avenir s’annonce radieux. Leurs voisins et concurrents ne sont autres que Gath & Chavez et Harrod’s et ils les rivalisent avec succès.

## Premier drame: l'incendie
En 1907 dans la soirée éclate un incendie qui va totalement ravager le magasin. Le système d'éclairage qui illumine le bâtiment la nuit  est jugé responsable. Cet événement fait la une de tous les quotidiens du lendemain : La Nacion en particulier dont les bureaux se trouvent à l'époque en face mais aussi le Courrier de la Plata qui est l'organe de presse des français en Argentine dans leur langue.
Grâce à l'énergie des deux associés, il ne faudra pas plus de deux ans pour reconstruire et relancer l'activité.
Un autre incendie important aura lieu cependant trois ans plus tard à la Ciudad de Londres. Dans une interview le chef des pompiers se posera quelques questions sur les points qui rattachent les dates de ces événements...mais peut-être pas seulement sur çà...

## Deuxième drame
Dès la réouverture en 1909 du nouveau bâtiment reconstruit en un temps record, l'activité reprend de plus belle. Cette association va se terminer malheureusement en 1919 par la mort prématurée de Joseph Albert atteint brutalement d'une grave maladie lors d'un retour en France. Alexandre reste donc seul aux commandes de la A La Ciudad de Mexico qui continue à s’agrandir et à prospérer. Il crée la société Ollivier et Cie dont il est maintenant seul maître aux commandes.
Cependant Alexandre commence à se sentir un peu à l'étroit dans ses murs et envisage maintenant l'idée de s'agrandir.

## Le déménagement

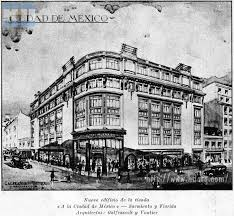
Dessin d'architecte du deuxième bâtiment

Les architectes Vautier et Galfrascoli sont chargés de construire un nouvel immeuble situé exactement à l'angle opposé de la position du magasin. Pour s'installer dans ces nouveaux locaux Alexandre n'a que la rue à traverser. Le bâtiment est inauguré en août 1926. Un magnifique et très impressionnant portail porté par 3 piliers sur lequel s'affichent en lettres de marbre le nom de A La Ciudad de Mexico ouvre sur le nouveau magasin.
Alexandre Ollivier peut être fier de sa réussite. Il doit cependant s'occuper simultanément de la centrale d'achat qu'il dirige en France et qui approvisionne le magasin d'articles de Paris et de la gestion du magasin Il laisse sur place deux gérants tandis qu'il fait la navette entre Paris et Buenos Aires. En 1930 est inaugurée la Confiteria qui devient vite le rendez-vous mondain de la ville.

## Fin
La crise de 1929 vient de provoquer ses premiers ravages aux États-Unis, mais elle va progressivement s'étendre au monde entier et atteindra l'Argentine avec retardement mais aussi très brutalement.
Inexorablement La Ciudad de Mexico doit déposer son bilan en 1934. Alexandre très affecté par cette fin meurt en France peu de temps après en 1939.

## De nos jours
Depuis 1968 la maison mère de la banque de Banco Ciudad de Buenos Aires (es) occupe le bâtiment qui a rouvert en 2016 après 3 ans d'importants travaux.
Une plaque commémorative posée sur le côté Florida a été inaugurée le 22/03/2017 par Antoine Ollivier son frère Emmanuel et deux de ses enfants, Maxime et Thomas et Martine Ollivier.

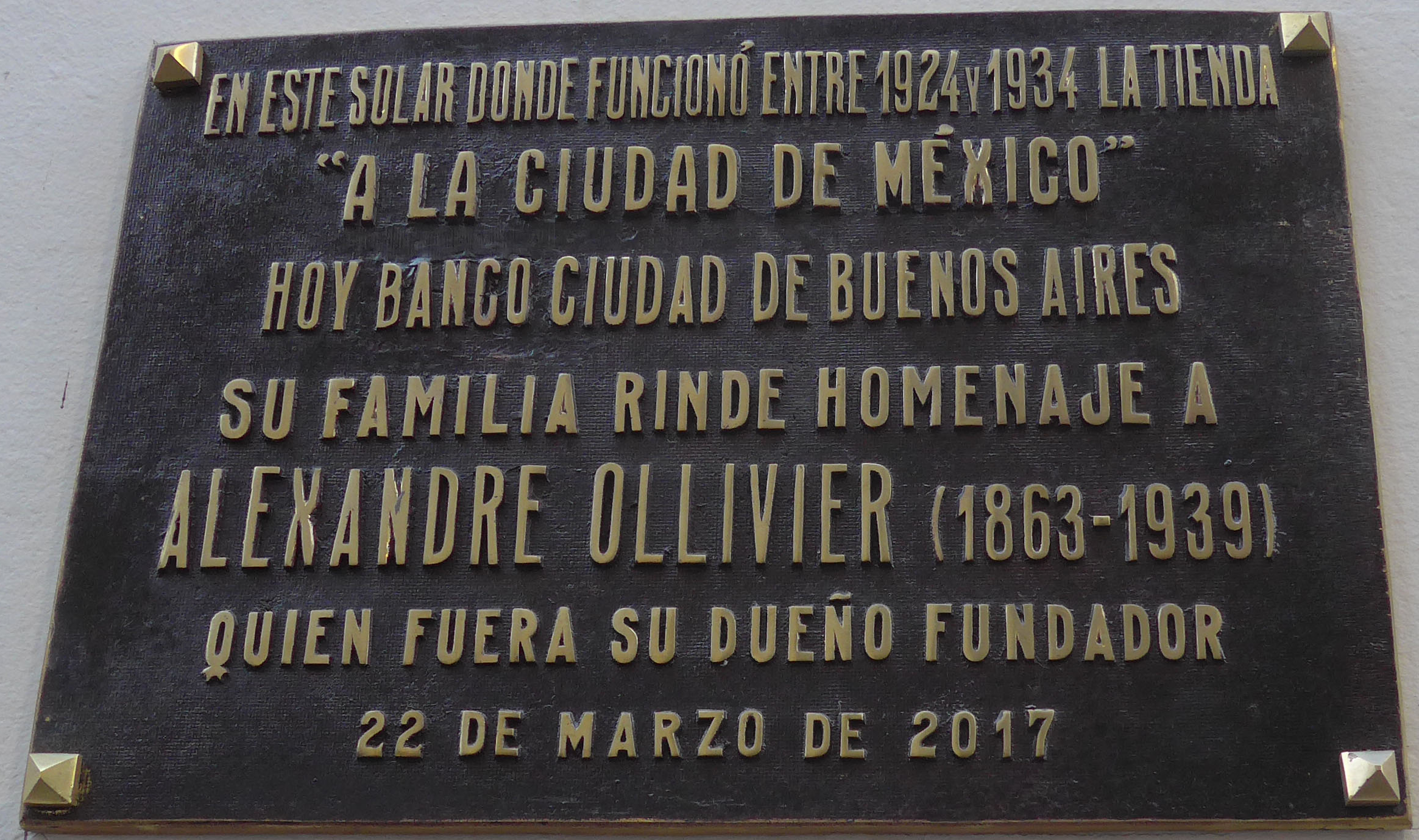
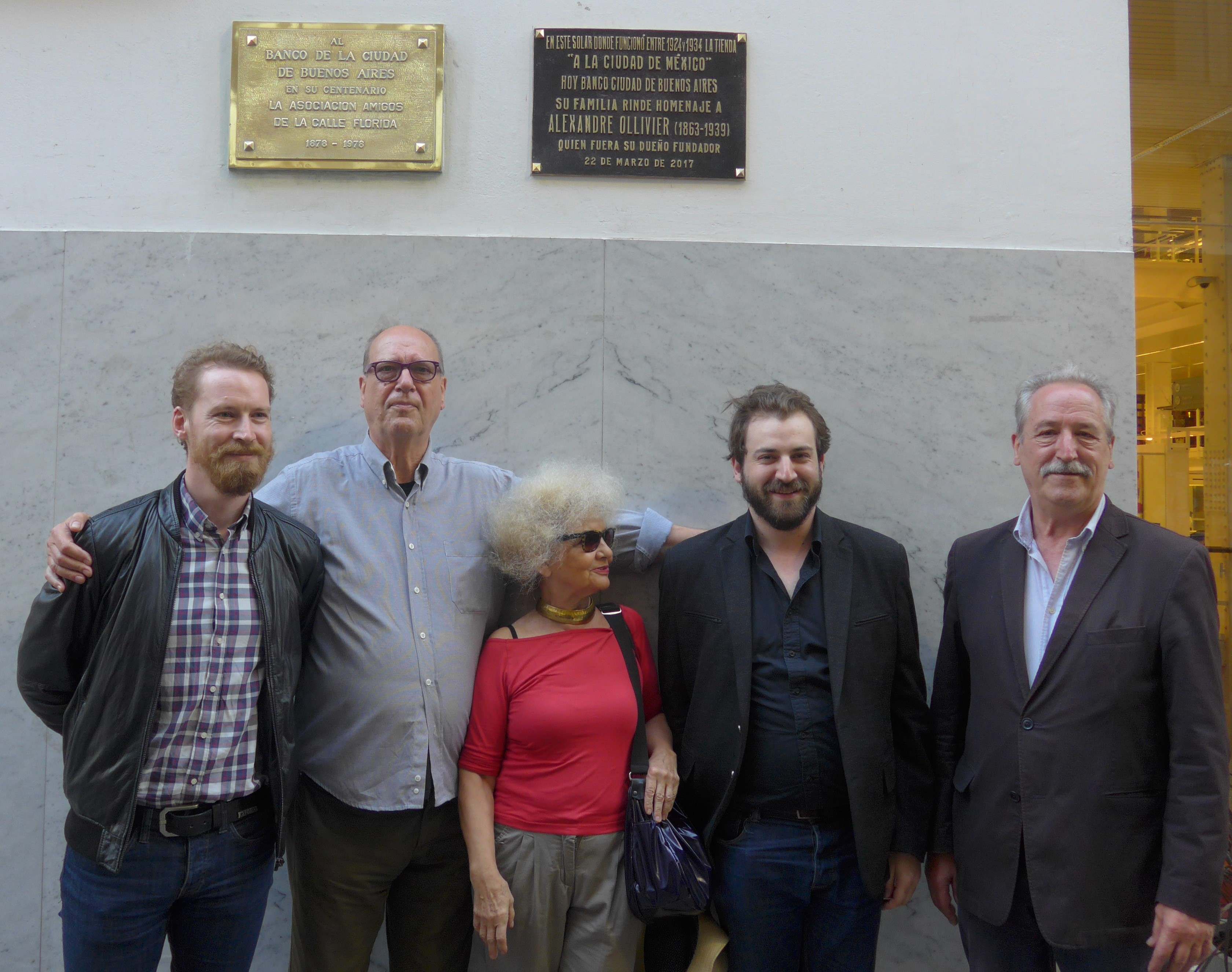